# ماكس ألفيس
ماكس ألفيس (بالبرتغالية: Max Alves‏) هو لاعب كرة قدم برازيلي في مركز الوسط، ولد في 12 مايو 2001 في جويز دي فورا في البرازيل.

## وصلات خارجية
- ماكس ألفيس على موقع الدوري الأمريكي (الإنجليزية)
- ماكس ألفيس على موقع قاعدة بيانات كرة القدم.إي يو (الإنجليزية)
- ماكس ألفيس على موقع Soccerway.com (الإنجليزية)